# Котомка (Красногорський район)
Кото́мка (рос. Котомка) — присілок в Красногорському районі Удмуртії, Росія.

## Населення
Населення — 14 осіб (2010; 30 в 2002).
Національний склад станом на 2002 рік:
- росіяни — 63 %
- удмурти — 37 %